# Maison Dieu Chapel

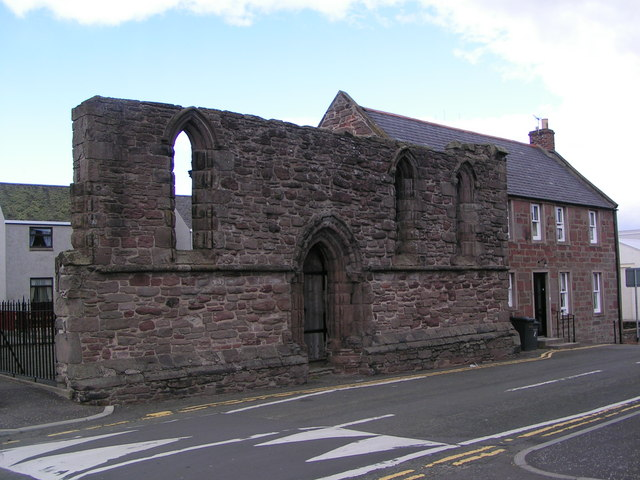
Maison Dieu Chapel

Die Maison Dieu Chapel ist eine Kirchenruine in der schottischen Kleinstadt Brechin in der Council Area Angus. 1971 wurde das Bauwerk in die schottischen Denkmallisten in der höchsten Denkmalkategorie A aufgenommen. Des Weiteren ist die Ruine als Scheduled Monument klassifiziert.

## Geschichte
Im Jahre 1256 gründete William de Brechin das Maison Dieu in Brechin. Es handelte sich um ein Krankenhaus und Armenhaus. Obschon im Jahre 1636 eine höhere Schule angegliedert wurde und Maison Dieu dem Schulleiter als Wohnhaus diente, wurde es zur Jahrhundertwende als Ruine beschrieben. Maison Dieu wurde dann als Scheune genutzt und fiel 1825 einem Brand zum Opfer. Dem Armenhaus angeschlossen war die Kapelle Maison Dieu Chapel, von der heute noch Fragmente erhalten sind. Im Jahre 1900 restaurierte John Honeyman das erhaltene Fragment.

## Beschreibung
Die Maison Dieu Chapel steht an der Maisondieu Lane im historischen Zentrum von Brechin. Von der Kapelle ist heute nur noch ein rund zwölf Meter langes Fragment der Südfassade entlang der Straße erhalten. Ein Fragment der Ostfassade wurde in das Mauerwerk des angrenzenden Gebäudes integriert und ist explizit vom Denkmalschutz ausgenommen. Das Mauerwerk der frühgotischen Kapelle besteht aus Bruchstein. Das Mauerfragment umfasst ein Spitzbogenportal mit profilierter Archivolte. Höher sind drei Lanzettfenster eingelassen. Fragmente der Einfassung eines vierten Lanzettfensters sind sichtbar. Innenseitig ist eine beschädigte Piscina erhalten.